# Bácsalmás
Bácsalmás je mesto na Madžarskem, ki upravno spada pod podregijo Bácsalmási Županije Bács-Kiskun.